# Grote karekiet
De grote karekiet (Acrocephalus arundinaceus) is een zangvogel uit de familie Acrocephalidae. De trekvogel broedt in Europa en delen van Azië en overwintert in Afrika. De soort wordt in het algemeen niet bedreigd, maar is in Nederland en België in de twintigste eeuw sterk achteruit gegaan en staat daarom als bedreigd op de rode lijst.

## Kenmerken
Binnen zijn geslacht is de grote karekiet de grootste (18-20 cm), sterk gelijkend op de kortere kleine karekiet (±13 cm). Zijn snavel is zwaarder in verhouding tot de andere, maar niet uitgesproken langer. De bovenzijde van zijn veren is warmbruin getint, met weinig expliciete kenmerken, uitstekend als camouflagekleur tussen het riet. Net als bij de andere rietzangers heeft hij een tekening op zijn kop; een crèmekleurige wenkbrauwstreep en donkere oogstreep. De poten zijn grijs. Vaak aangetroffen met ver opengesperde bek al fluitend, met licht opgerichte kruin tussen het riet.

## Leefwijze
Hij heeft een schrille zang. Zijn voedsel bestaat uit grote libellenlarven en larven van watertorren, maar ook kleine visjes staan op het menu.

## Voortplanting
Zijn kunstig verwerkte nest is vastgemaakt aan enkele rietstengels, op een hoogte van 50 à 100 cm boven het water.
- Natuurfilm uit 1948 over de nestbouw van de Grote Karekiet

## Verspreiding en leefgebied
Grote karekieten komen tijdens het broedseizoen in vrijwel geheel Europa voor, met uitzondering van de Britse Eilanden en Scandinavië (met uitzondering van een paar plekken in centraal-midden Zweden, waar de vogel toeneemt in aantal). De leefomgeving bestaat uit riet aan de oevers van meren en rivieren.
De soort telt twee ondersoorten:
- A. a. arundinaceus: van Europa tot noordelijk Iran en noordwestelijk Arabië.
- A. a. zarudnyi: van zuidoostelijk Europees Rusland en noordelijk Iran tot noordwestelijk Mongolië en noordwestelijk China.

## Status in Nederland en Vlaanderen
Tussen 1965 en 1985 is de Nederlandse broedpopulatie met 90% afgenomen. Tot 2017 zette deze negatieve trend door. De oorzaak hiervan was de afname in rietvelden die in relatief diep water staan. Omdat waterschappen streven naar een constant waterpeil, of liefst een onnatuurlijk waterpeil (laag in de winter, iets hoger in de zomer), verdwijnt dit type rietvelden. Volgens SOVON nam de grote karekiet sinds 1990 af met meer dan 5% per jaar, dat wil zeggen dat de populatie in iedere periode van 15 jaar werd gehalveerd. Dus alle reden om de soort als bedreigd op de Nederlandse Rode Lijst te zetten. In Nederland neemt de populatie sinds 2017 weer licht toe. In 2020 werd het aantal broedparen op 135-155 geschat. Ook in Vlaanderen is de vogel hard achteruitgegaan en staat de grote karekiet als ernstig bedreigd op Vlaamse Rode Lijst. In de periode 2013-2018 werden jaarlijks slechts 2-5 territoria vastgesteld. Internationaal is deze vogel geen bedreigde diersoort. In Europa is de populatie in 2015 geschat op 5,2-9,4 miljoen volwassen individuen, maar de trend is wel afnemend. Deze vogelsoort staat als niet bedreigd op de internationale Rode Lijst van de IUCN.

## Etymologie
De geslachtsnaam Acrocephalus is een samenstelling van Oudgrieks ἄκρος (akros), 'het hoogste, aan de top staan' en κεφαλή (kephalē), 'hoofd/kop'. De soortnaam arundinaceus is een bijvoeglijk naamwoord uit het klassiek Latijn, 'met betrekking tot riet', van (h)arundo, 'riet'.

## Afbeeldingen

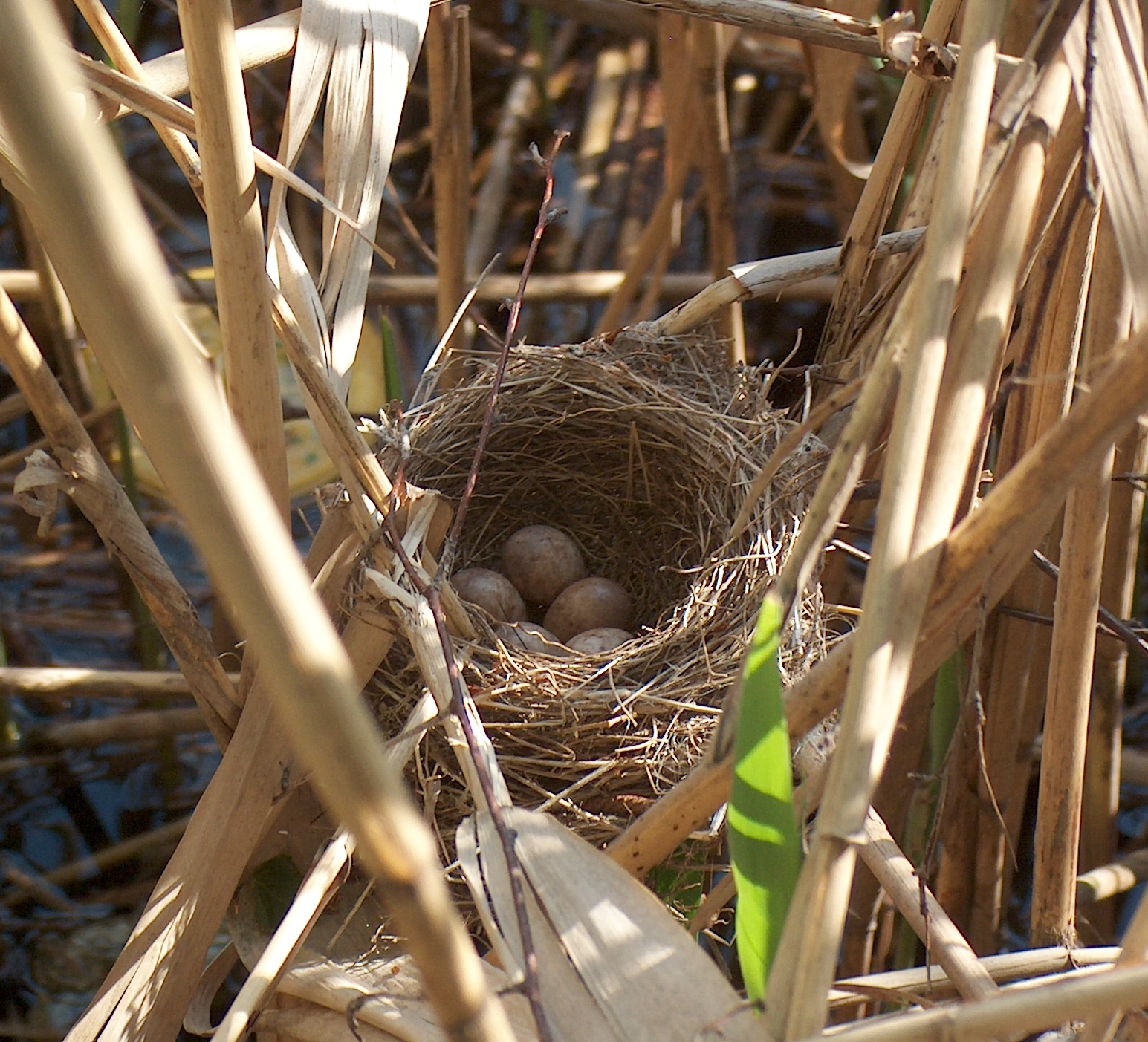
Nest
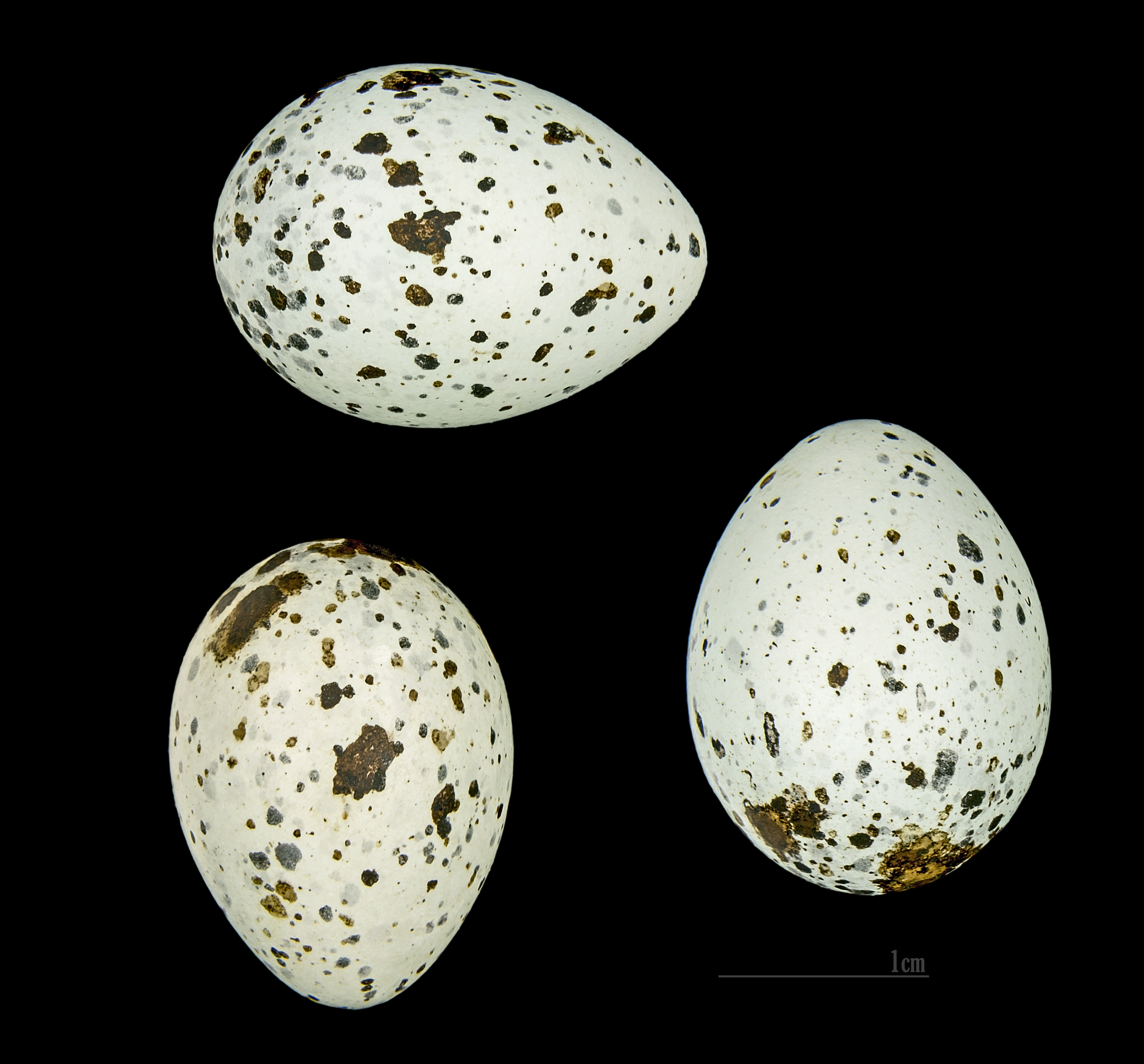
Eieren

## Video
- Zingende grote karekiet